# Rio delle Mesole
Il rio delle Mèsole (detto anche Fosso delle Mèsole) è un piccolo ruscello che scorre nell'alto Appennino bolognese, sul confine regionale tra la Toscana (comune di Vernio, in provincia di Prato) e l'Emilia-Romagna (comune di Castiglione dei Pepoli, in provincia di Bologna).

## Percorso
Il rio delle Mesole nasce alle pendici del monte Tavianella, sotto l'abitato omonimo, sul versante bolognese, poi scorre verso sud e sùbito devia verso ovest, dove, dopo appena di corso, viene sbarrato e forma il piccolo lago di Tavianella, di cui costituisce l'unico importante immissario ed emissario. Uscito dal laghetto, continua il suo corso verso ovest, dove lambisce la fitta Foresta delle Cottede, che lo porterà a confluire da destra nel torrente Setta, dopo un percorso, complessivo della parte lacustre, di circa 3,2 km.